# Hypsosinga lithyphantoides dealbata
Hypsosinga lithyphantoides là một phân loài nhện trong họ Araneidae.
Loài này thuộc chi Hypsosinga. Hypsosinga lithyphantoides dealbata được Lodovico di Caporiacco miêu tả năm 1949.